# Nyers (együttes)
A Nyers egy rockegyüttes volt Magyarországon az 1990-es években és a 2000-es évek elején. Czutor Zoltán (gitár), Volent Zsolt (dob) és Miklós Tibor (basszusgitár) 14 éves korában alapította Szegeden az 1980-as évek elején.

## Történet
A zenekar magja, Czutor Zoltán, Volent Zsolt és Miklós Tibor még 1983-ban kezdett együtt zenélni Ropi néven. Miklós Tibor ekkor még gitáros volt, később tért át a basszusgitárra. Egyfajta metálzenét játszottak.
1989-ben vették fel a Nyers nevet. Ekkor még a zenekar tagja volt Hevér Gábor énekes is, aki ma a Nemzeti Színház színésze. Hevér 1992-ben választotta inkább a színészmesterséget.
1993-ban Dundi pocak címmel elkészítették az első demójukat, mely csak kazettán jelent meg. Ebben az évben léptek fel először a Sziget Fesztiválon. Az együttes három alapító tagja Kovács Ferenc gitárossal kiegészülve a Metal Hammer Hungary szaklap 1994-es 'Demonstráció' című válogatásalbumára elkészítette a Horrornéger című számot.
1995-ben Elmúltak a buta zenék címmel, Presser Gábor segítségével jelent meg első albumuk az Universal kiadónál, ami szakmai díjat is nyert. Az együttes ekkor már többször játszott jelentős európai zenei fesztiválokon (Franciaország, Ausztria), de a lemez megjelenésétől számítva aktív koncertezésbe kezdtek, évente 80 koncertet adtak Magyarországon. Vendégzenekarként részt vettek a legendás Hazudós zenekarok versenye elnevezésű turnén, a Kispál és a borz, a Pál Utcai Fiúk és a Tankcsapda társaságában.
1996-ban miután Kovács Ferenc helyett Mátraházi Andor lett az új gitáros Béna címmel megjelent második nagylemezük, amely 'Az év albuma' szavazáson a Metallica és az R.E.M. mögött a harmadik helyet nyerte el, a Nyers angol nyelvű számai pedig külföldi (többek között észak-amerikai) rajongókhoz is eljutottak. A zenekar tagjai egy időre Szegedről Budapestre költöztek.
Czutor Zoltán 1997-ben kilenc hónapra az Egyesült Államokban próbált szerencsét, mint stúdiózenész, ez idő alatt a zenekar szünetelt, majd visszatérése után újraindult. Ekkoriban készítettek egy angol nyelvű demót is. (Bane Love; Beteg az állam; If I Want; Iceman; 
Tarlo Song (Lovely Place))
1998-ban Virágslágerek címmel maxit jelentettek meg, majd egy újabb tagcserét követően (ritmusgitáron Hegyi Pál játszott) Mi rendes emberek címmel 1999-ben megjelent a zenekar harmadik albuma. Az album megjelenését követően a Nyers a legjelentősebb hazai egyetemeken, klubokban, fesztiválokon lépett fel (EFOTT, VOLT, Sziget Fesztivál, MEN), továbbá a pesti klubélet egyik legismertebb zenekarává nőtték ki magukat.
2000-ben visszatért az együttesbe Mátraházi Andor, majd Szeretet, béke van címmel elkészült a negyedik album is. A lemez Pizzás című dala a hasonló című mozifilm egyik betétdala lett, azután a zenekar több szemledíjas film betétdalán is dolgozott. Az ekkor induló EST FM rádió 'Bedugatlan' című műsorában a zenekar sikeres élő unplugged műsort adott, aminek eredményeképpen született a Hátra arc (dugatlan) című lemez.
2003-ban ismét új album jelent meg Afrobetyár címmel, amit egy remixalbum követett. 2005 januárjára a Nyers ismét elkészült egy új lemez demófelvételeivel, azonban az együttes „tagjainak elképzelései közötti gyakorlatilag feloldhatatlan különbségek miatt” egy utolsó koncertturné (Elmúltak a buta zenék mottóval), egy visszatekintő, a maga nemében a magyar könnyűzenében páratlan, kalóz koncertfelvételekből összeállított koncertalbum és válogatás DVD megjelentetése után megszüntette működését. A zenekar búcsúkoncertjét 2005. augusztus 27-én adta a SZIN-en.
Az első két albumot - mivel időközben beszerezhetetlenné váltak - 2005-ben újra kiadta az Universal.
2009-ben egy koncert erejéig, a III. Pannónia fesztiválon újra összeállt a formáció, majd 2010-ben újra a budapesti Tündérgyárban.

## Külső hivatkozások
- A Nyers honlapja (halott link)